# 8pino
『8pino』（エイトピノ）とは、デザインユニットVITRO(高橋良爾/田中章愛)が開発した世界最小クラスのArduino互換機（Adafruit Trinket相当）である。

## 概要
超小型のワンボードマイコンで、マイクロUSBケーブルに直接基板がささるというデザインになっている。
2014年度の「グッドデザイン・未来づくりデザイン賞」を受賞した。

## 特徴
独特なコンセプト
コンセプトは「ミニマリストのためのArduino互換機」となっており、使い勝手を犠牲にしない範囲での最小サイズを目指して設計された。電源の逆流防止ダイオードやリセットスイッチは削除されている。リセットはPC側のUSBケーブルの抜き差しで行う。
『8』にこだわったデザイン
数字を決めていると8ばかりになったという事で、仕様の他にもプロモーションや価格等も『8』で統一された。まず2014年8月8日に「品モノラボ」で限定8個、次に2014年11月23～24日に開催された「Maker Faire Tokyo 2014」で1日88個限定で販売、2015年1月28日からはスイッチサイエンスよりオンライン販売が開始された。
慣れている人向け
8pinoはある程度Arduinoの扱いに慣れている人に向けた製品のため、初心者向けではない。またプログラムの頻繁なデバッグが必要ならAdafruit Trinket 8MHz (3.3v logic)を使い、最後に8pinoに書き込む事が推奨されている。

## 主な仕様
- 電源：入力3.3-5.5V
- 幅：8mm
- 重量：0.5g
- CPU：Atmel ATTiny85 8bit 8MHz
- メモリ：8KB
- ピン数：8（ATTiny85 DIP8ピン互換）
- 入出力：5 GPIO/PWM/ADC/I2C/SPI